# Елга (Вологодская область)
Елга — упразднённый посёлок в Тарногском районе Вологодской области.
Входил в состав Верховского сельского поселения, с точки зрения административно-территориального деления — в Верховский сельсовет.
Расстояние по автодороге до районного центра Тарногского Городка — 40 км, до центра муниципального образования Верховского Погоста — 13,5 км. Ближайшие населённые пункты — Свердловская, Каплинская, Дуброва.
По данным переписи в 2002 году постоянного населения не было. Посёлок упразднён 21 августа 2023 года.